# Aimé Becelaere
Aimé Jozef René Corneel Becelaere, né le 28 novembre 1874 à Ypres et décédé le 21 février 1942 à Torhout fut un homme politique belge flamand catholique. 
Becelaere fut instituteur et éditeur-imprimeur du périodique de Thouroutsche Bode. 
Il fut élu conseiller communal (1921-), puis échevin (1933-) et bourgmestre (1939-1940) de Torhout; sénateur de l'arrondissement de Bruges (1932-1936).

## Sources
- Bio sur ODIS